# Thea Richter (Filmeditorin)
Dorothea Richter (geb. vor 1956) ist eine deutsche Filmeditorin, die von 1956 bis 1990 aktiv war.
Sie begann ihre Tätigkeit als Schnittmeisterin 1956 mit Kurzfilmen aus der Reihe Das Stacheltier. In ihrer weiteren Karriere war sie für den Filmschnitt zahlreicher Produktionen der DEFA verantwortlich, darunter viele Kinder- und Indianerfilme.

## Filmografie (Auswahl)
- 1956–1963: Das Stacheltier (77 Kurzfilme)
  - 1959: Das Stacheltier: Krawatzke zur Kur
  - 1961: Das Stacheltier: Ein Pferd müßte man haben
- 1961: Das Kleid
- 1961: Vielgeliebtes Sternchen
- 1962: Das grüne Ungeheuer
- 1962/1990: Monolog für einen Taxifahrer (Fernsehfilm)
- 1966: Alfons Zitterbacke
- 1969: Weiße Wölfe
- 1969: Othello
- 1970: Tödlicher Irrtum
- 1970: Hoffmanns Erzählungen (Studioaufzeichnung)
- 1971: Osceola
- 1973: Ritter Blaubart (Studioaufzeichnung)
- 1974: Orpheus in der Unterwelt
- 1974: Kit & Co
- 1976: Soviel Lieder, soviel Worte
- 1977: DEFA Disko 77
- 1978: Oh, diese Tante
- 1979: Für Mord kein Beweis
- 1980: Die Schmuggler von Rajgrod
- 1980: Polizeiruf 110: Der Einzelgänger
- 1981: Darf ich Petruschka zu dir sagen?
- 1982: Die Gerechten von Kummerow
- 1983: Zille und ick
- 1983: Nachhilfe für Vati
- 1985: Atkins
- 1986: Das Buschgespenst
- 1989: Verflixtes Mißgeschick!
- 1989: Polizeiruf 110: Der Wahrheit verpflichtet
- 1990: Pause für Wanzka (Fernsehfilm)